# Cianjur
Cianjur est une ville de la province de Java occidental en Indonésie.
Elle est située sur la route entre Jakarta et Bandung.
La ville a été fondée en 1677. Sa population était de 2 477 560 habitants en 2020.